# Sichtigvor
Sichtigvor ist ein Ortsteil der Stadt Warstein im Kreis Soest in Nordrhein-Westfalen. Zum 31. Dezember 2024 hatte er 2.007 Einwohner.

## Geographie
Der Ort liegt im mittleren Möhnetal südlich und nördlich des Flusses an der Grenze zwischen dem Arnsberger Wald und dem Haarstrang.

## Geschichte

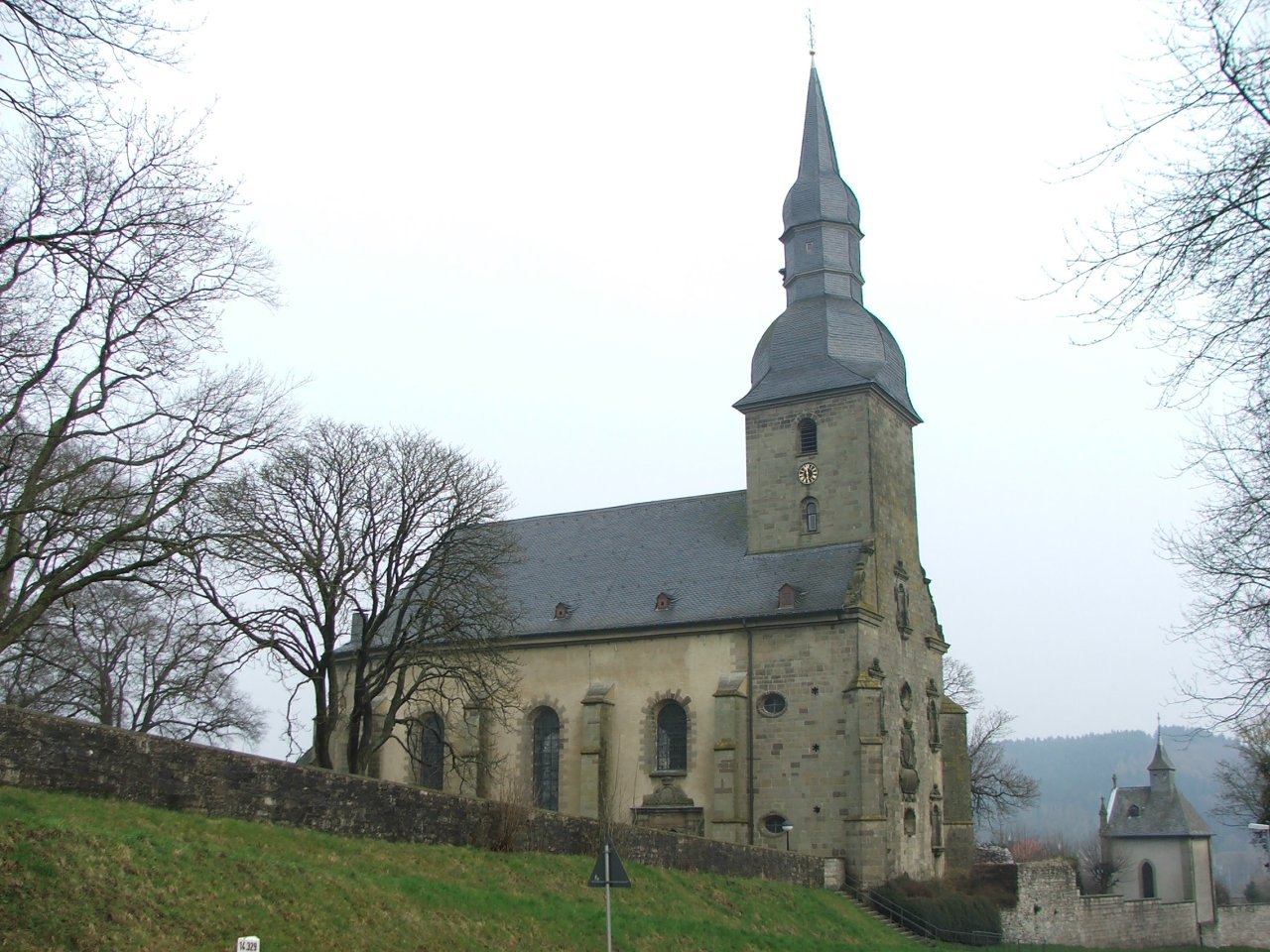
Die Pfarrkirche St. Margaretha mit der Kapelle auf dem Klosterfriedhof

Die Geschichte und Entwicklung Sichtigvors ist eng verknüpft mit der der benachbarten Orte Mülheim und Waldhausen.
Römische Funde am Fuße des Berges Loermund führten zu einer Theorie, dass dort der Schauplatz der Varusschlacht gewesen sei. Seit den Funden bei Kalkriese gilt diese Vermutung jedoch als widerlegt. Es gilt als wahrscheinlicher, dass es sich bei den Funden nur um Abfälle römischer Truppen auf dem Weg in nahe gelegene Lager in Kneblinghausen oder in der Gegend von Paderborn handelt.
Aus dem 8. Jahrhundert ist eine Wallburg auf dem Loermund bekannt, deren Überreste noch heute zu sehen sind. Diese gehörte zu einer Reihe von Grenzposten, die in karolingischer Zeit an der Grenze zum sächsischen Siedlungsgebiet errichtet wurden. Diese, erweitert um feste Gebäude, diente später auch als Fluchtburg für die Bewohner des mittleren Möhnetales.
Der heutige Ort Sichtigvor wurde im 17. Jahrhundert als Bedienstetensiedlung für die Deutschordenskommende Mülheim an der siegden Four (Plattdeutsch für einen niedrig gelegenen Fahrweg) angelegt. Die älteste urkundliche Erwähnung stammt aus dem Jahre 1656. Da die Siedlung auf freiem Ordensgrund lag, war sie nicht dem Landesherren (zur damaligen Zeit der Erzbischof von Köln), sondern dem Mülheimer Komtur unterstellt. Dieser Status blieb bestehen bis zur Auflösung des Deutschen Ordens 1809 durch Napoleon. Bis dahin war Sichtigvor abhängig von Mülheim und wurde in der Folge zu einer selbständigen politischen Gemeinde. Kirchlich gehört Sichtigvor zusammen mit Waldhausen bis heute zur katholischen Gemeinde St. Margaretha Mülheim und bildet zusammen mit diesen Orten das Kirchspiel Mülheim/Möhne.

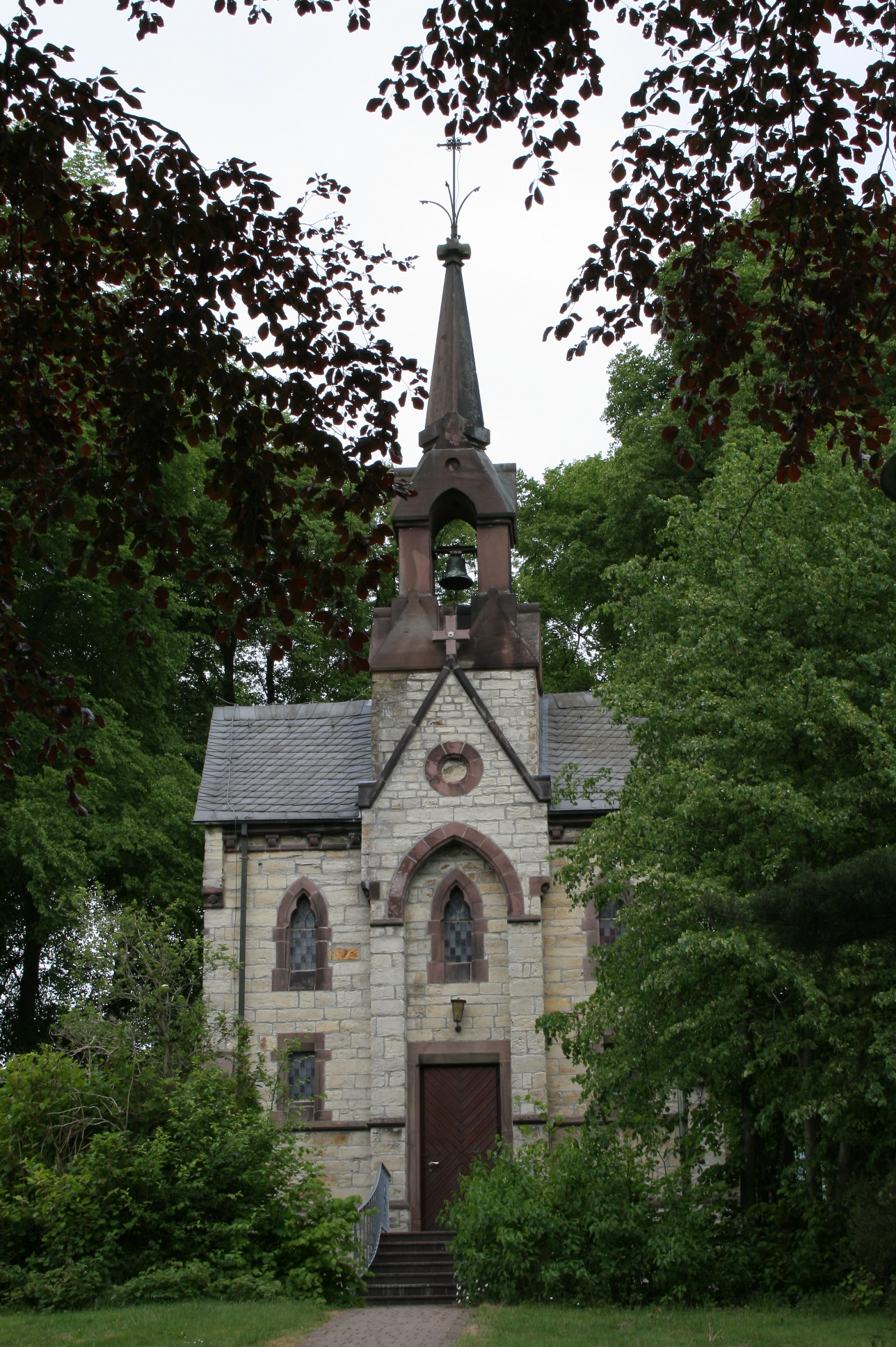
Die Markuskapelle

Nach dem Wiener Kongress fiel der ehemalige Ordensgrund an das Königreich Preußen. Die Einwohner von Sichtigvor lebten zu der Zeit hauptsächlich von der Land- und Forstwirtschaft. Zur Mitte des 19. Jahrhunderts siedelte sich, begünstigt durch die Verkehrserschließung des Möhnetals (heutige B 516), der Wirtschaftszweig des Kettenschmiedens an. Neben einigen industriellen Schmieden gab es auch zahlreiche Heimschmieden, in denen die Ketten in Lohnarbeit hergestellt wurden. Die letzte Schmiede wurde im Jahr 1955 geschlossen.
Während vorher das Siedlungsgebiet direkt an und südlich der Möhne lag, wurden in der zweiten Hälfte des 20. Jahrhunderts Baugebiete in der Flussaue und später auch am Südhang der Haar ausgewiesen. In dieser Zeit überstieg die Einwohnerzahl Sichtigvors die Mülheims. Im Zuge der Gebietsreform, die am 1. Januar 1975 in Kraft trat, wurde das bis dahin selbständige Sichtigvor zum Ortsteil der neugebildeten Stadt Warstein und gelangte mit dieser vom alten Kreis Arnsberg zum Kreis Soest.

## Politik
Derzeitiger Ortsvorsteher ist Dirk Heilig.

## Wappen

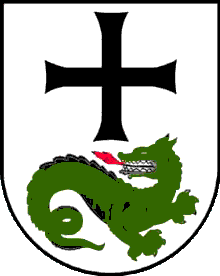
Wappen von Sichtigvor

In Silber (oder Weiß) unter einem freischwebenden schwarzen Tatzenkreuz (als Hinweis auf die enge Verbundenheit mit der Kommende) ein zweibeiniger, nach links laufender, umschauender, rotbewehrter grüner Drache. Dieser steht für den Drachentöter St. Georg, Schutzpatron des Ordens und der Gemeinde Sichtigvor und als Symbol des Sieges des Guten über das Böse im Hinblick auf das Wirken der Ordensritter in deren Frühzeit.
Gleichzeitig ist der Drache das Maskottchen des Fußballvereins SuS Sichtigvor.

## Sehenswürdigkeiten

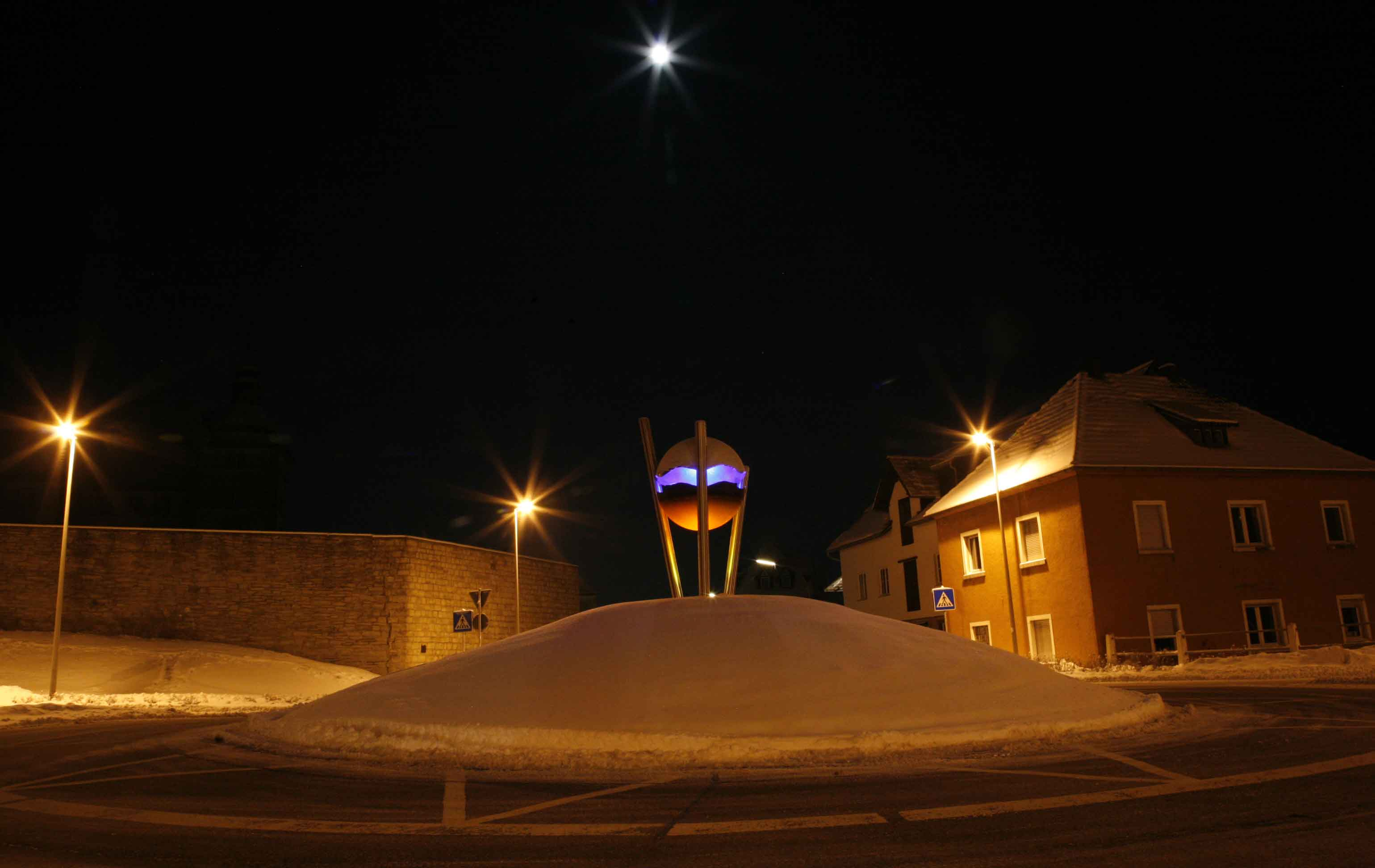
Kreisverkehr in Sichtigvor bei Nacht

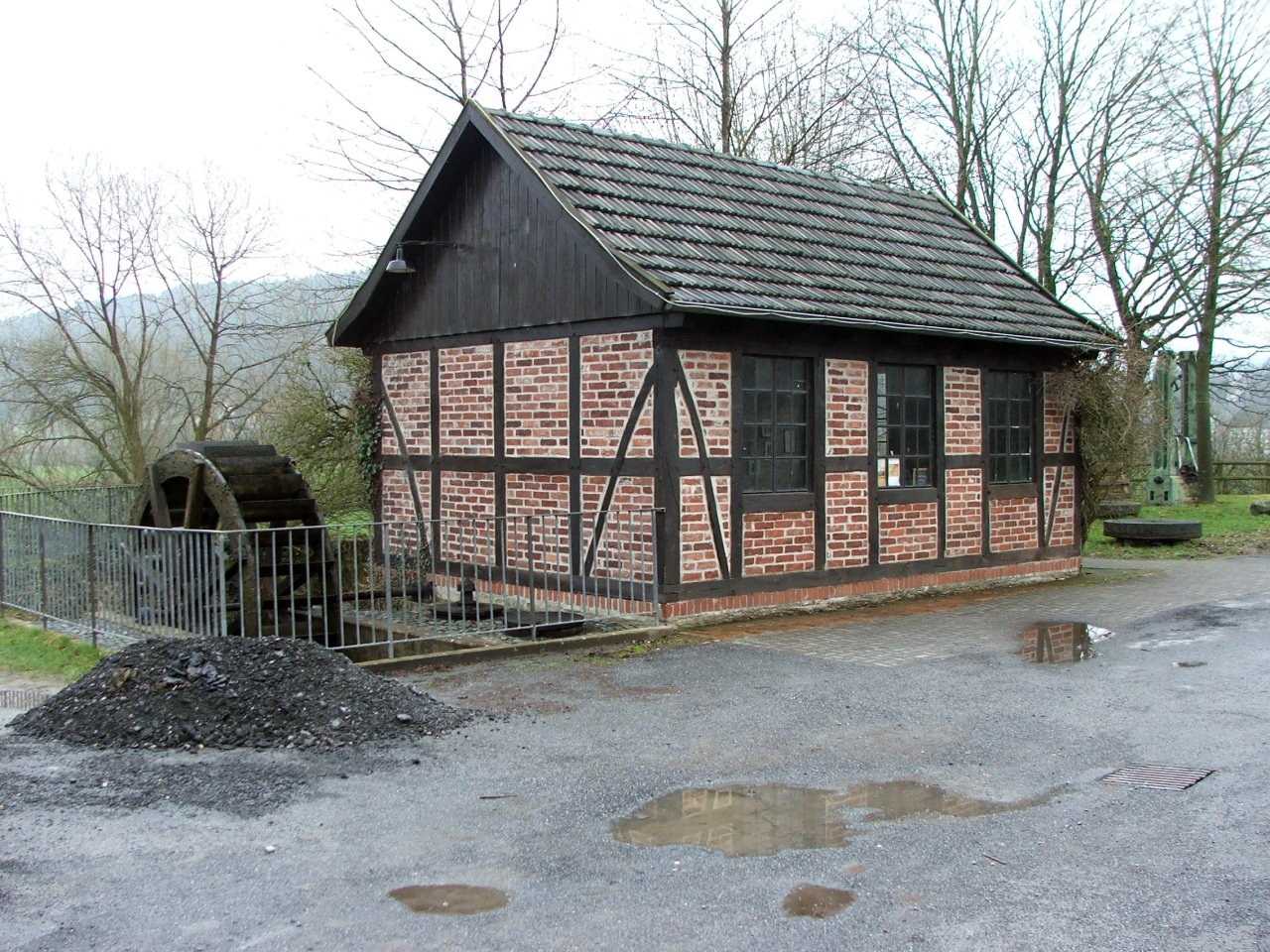
Das Kettenschmiedemuseum im Sichtigvorer Mühlenpark

Das Ortsbild wird durch ein Ensemble dominiert, das aus der Kirche St. Margaretha (erbaut 1707–1714) und dem ehemaligen Deutschordensschloss (errichtet um 1682) besteht. Die Kirche liegt zwar auf Grund und Boden der Gemeinde Sichtigvor, ist aber die Pfarrkirche der Kirchengemeinde Mülheim, zu der Sichtigvor wiederum gehört.
Am nördlichen Abhang des Loermunds errichteten Einwohner Sichtigvors 1845 einen Kreuzweg. Die ursprünglichen Holzkreuze wurden im Jahre 1865 durch Sandsteinstationen ersetzt. Im Jahre 1890 wurde auf dem Loermund die Kreuzbergkapelle errichtet.
Im Jahre 1896 wurde an der Möhnestraße die evangelische Markuskirche errichtet, weil im Zuge der Industrialisierung sich auch vermehrt evangelische Christen im bis dahin nahezu ausschließlich katholischen Sichtigvor ansiedelten.
In Erinnerung an den früher dominierenden Wirtschaftszweig des Kettenschmiedens wurde im Jahre 1984 vom Heimatverein ein Kettenschmiedemuseum mit funktionstüchtiger Schmiede errichtet, das nach vorheriger Anmeldung besichtigt werden kann.

## Persönlichkeiten
- Friedhelm Hillebrand (* 1940), Ingenieur und Pionier des Mobilfunks (Miterfinder des Kurznachrichtendienstes SMS)
- Sven Köhler (* 1996), Fußballspieler